# Marcus Gheeraerts, o Velho

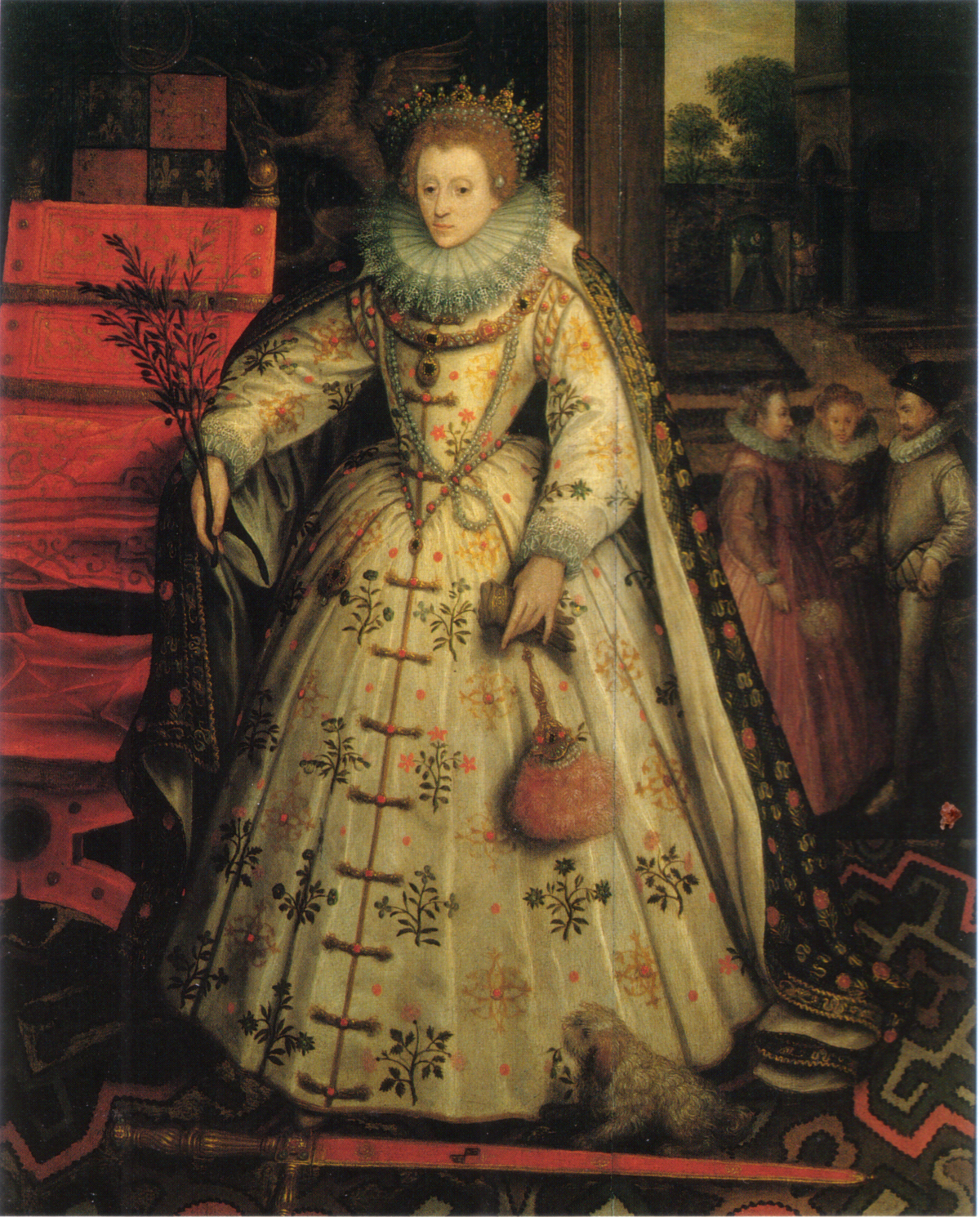
Retrato de Elizabeth I da Inglaterra, 1578

Marcus Gheeraerts, o Velho, Marc Gerard ou Marcus Garret (c. 1520 - c. 1590) foi um pintor, desenhista e gravurista flamengo que atuou em sua terra natal, Flandres, e na Inglaterra. Trabalhou em vários gêneros, incluindo retratos, pinturas religiosas, paisagens e temas arquitetônicos. É conhecido pelas ilustrações de uma publicação em holandês que contava histórias das Fábulas de Esopo. Sua atenção aos detalhes naturalistas e sua prática de desenhar animais vivos para suas gravuras tiveram uma influência importante na ilustração de livros europeus. Seu filho, Marcus Gheeraerts, o Jovem, tornou-se um importante pintor da corte inglesa.
Nasceu em Bruges, Flandres, e tornou-se mestre da Guilda de São Lucas de Bruges em 20 de janeiro de 1516. Os historiadores da arte acreditam que ele começou seu treinamento com Simon Pieters e, mais tarde, trabalhou na oficina de seu tutor Albert Cornelis.
Marcus Gheeraerts se envolveu na comunidade calvinista de Bruges e se tornou um líder da comunidade da igreja local.  Embora o calvinismo tenha sido inicialmente tolerado, a perseguição religiosa aos calvinistas começou em 1567 com a chegada do novo governador dos Países Baixos, o Duque de Alva, Fernando Álvarez de Toledo y Pimentel. Com a perseguição, fugiu para a Inglaterra com seu filho, estabelecendo-se em Londres e especializando-se na fabricação de retratos.
Após a morte de sua esposa em Bruges, o artista se casou na Inglaterra com sua segunda esposa, Sussanah de Critz. Sua esposa era irmã do pintor oficial da Rainha Elizabeth I, John de Critz, outro pintor flamengo que havia fugido para a Inglaterra.
Gheeraerts, o Velho, era conhecido como um pintor de retratos. A atribuição tradicional a Gheeraerts do Retrato de Elizabeth I da Inglaterra, também conhecido como Retrato da Paz, ainda é motivo de controvérsia. O monograma "M.G.F" no retrato pode se aplicar tanto a Marcus Gheeraerts, o Velho, quanto a seu filho Marcus, o Jovem. Alguns historiadores da arte o consideram uma colaboração de pai e filho Gheeraerts.